# Llista de municipis de la Comunitat de Madrid

Mapa municipal de la província de Madrid

Llista dels municipis de la Comunitat de Madrid amb les seves dades bàsiques.
Informació actualitzada per un bot. Els canvis manuals es perdran quan s'actualitzi!
| Escut | Municipi                                     | Població         | Superfície km² | Densitat  | Altitud | Codi postal                 | Codi territorial | Dades a Wikidata              |
| ----- | -------------------------------------------- | ---------------- | -------------- | --------- | ------- | --------------------------- | ---------------- | ----------------------------- |
|       | Ajalvir                                      | 4.863 (2024)     | 19,6           | 247,86    | 647     | 28864                       | 28002            | Modifica les dades a Wikidata |
|       | Alameda del Valle                            | 255 (2024)       | 25             | 10,2      | 1.107   | 28749                       | 28003            | Modifica les dades a Wikidata |
|       | Alcalá de Henares                            | 200.702 (2024)   | 88             | 2.280,7   | 588     | E 28800-28807               | 28005            | Modifica les dades a Wikidata |
|       | Alcobendas                                   | 121.373 (2024)   | 45             | 2.698,38  | 700     | 28108 28100 28109           | 28006            | Modifica les dades a Wikidata |
|       | Alcorcón                                     | 173.625 (2024)   | 38,5           | 4.514,43  | 711     | 28921–28925                 | 28007            | Modifica les dades a Wikidata |
|       | Aldea del Fresno                             | 3.422 (2024)     | 51,8           | 66,09     | 476     | 28620                       | 28008            | Modifica les dades a Wikidata |
|       | Algete                                       | 21.167 (2024)    | 37,9           | 558,79    | 741     | 28110                       | 28009            | Modifica les dades a Wikidata |
|       | Alpedrete                                    | 15.543 (2024)    | 12,7           | 1.225,79  | 919     | 28430                       | 28010            | Modifica les dades a Wikidata |
|       | Ambite                                       | 697 (2024)       | 26             | 26,81     | 650     | 28580                       | 28011            | Modifica les dades a Wikidata |
|       | Anchuelo                                     | 1.392 (2024)     | 21,6           | 64,59     | 771     | 28818                       | 28012            | Modifica les dades a Wikidata |
|       | Aranjuez                                     | 62.292 (2024)    | 201,1          | 309,74    | 494     | 28312 28300 28310           | 28013            | Modifica les dades a Wikidata |
|       | Arganda del Rey                              | 59.513 (2024)    | 79,7           | 747,18    | 618     | 28500                       | 28014            | Modifica les dades a Wikidata |
|       | Arroyomolinos                                | 37.208 (2024)    | 20,7           | 1.800,97  | 674     | 28939                       | 28015            | Modifica les dades a Wikidata |
|       | Batres                                       | 1.943 (2024)     | 21,6           | 90,04     | 601     | 28976                       | 28017            | Modifica les dades a Wikidata |
|       | Becerril de la Sierra                        | 6.573 (2024)     | 30             | 219,1     | 1.075   | 28490                       | 28018            | Modifica les dades a Wikidata |
|       | Belmonte de Tajo                             | 1.917 (2024)     | 23,7           | 80,89     | 750     | 28390                       | 28019            | Modifica les dades a Wikidata |
|       | Berzosa del Lozoya                           | 231 (2024)       | 14,3           | 16,15     | 1.094   | 28194                       | 28020            | Modifica les dades a Wikidata |
|       | Boadilla del Monte                           | 65.839 (2024)    | 47,2           | 1.393,71  | 689     | 28660                       | 28022            | Modifica les dades a Wikidata |
|       | Braojos de la Sierra                         | 219 (2024)       | 25             | 8,76      | 1.192   | 28737                       | 28024            | Modifica les dades a Wikidata |
|       | Brea de Tajo                                 | 579 (2024)       | 44,3           | 13,06     | 715     | 28596                       | 28025            | Modifica les dades a Wikidata |
|       | Brunete                                      | 11.300 (2024)    | 49             | 230,61    | 656     | 28690                       | 28026            | Modifica les dades a Wikidata |
|       | Buitrago del Lozoya                          | 1.973 (2024)     | 26,5           | 74,45     | 975     | 28730                       | 28027            | Modifica les dades a Wikidata |
|       | Bustarviejo                                  | 2.829 (2024)     | 56,9           | 49,73     | 1.222   | 28720                       | 28028            | Modifica les dades a Wikidata |
|       | Cabanillas de la Sierra                      | 941 (2024)       | 14,1           | 66,88     | 900     | 28721                       | 28029            | Modifica les dades a Wikidata |
|       | Cadalso de los Vidrios                       | 3.228 (2024)     | 47,6           | 67,76     | 802     | 28640                       | 28031            | Modifica les dades a Wikidata |
|       | Camarma de Esteruelas                        | 8.106 (2024)     | 35,4           | 228,79    | 712     | 28816                       | 28032            | Modifica les dades a Wikidata |
|       | Campo Real                                   | 6.802 (2024)     | 61,8           | 110,06    | 777     | 28510                       | 28033            | Modifica les dades a Wikidata |
|       | Canencia                                     | 469 (2024)       |                |           | 1.150   | 28743                       | 28034            | Modifica les dades a Wikidata |
|       | Carabaña                                     | 2.352 (2024)     | 47,6           | 49,41     | 625     | 28560                       | 28035            | Modifica les dades a Wikidata |
|       | Casarrubuelos                                | 4.211 (2024)     | 5,5            | 765,64    | 622     | 28977                       | 28036            | Modifica les dades a Wikidata |
|       | Cenicientos                                  | 2.148 (2024)     | 67,5           | 31,82     | 775     | 28650                       | 28037            | Modifica les dades a Wikidata |
|       | Cercedilla                                   | 7.647 (2024)     | 35,8           | 213,6     | 1.118   | 28470                       | 28038            | Modifica les dades a Wikidata |
|       | Cervera de Buitrago                          | 161 (2024)       | 12             | 13,42     | 916     | 28193                       | 28039            | Modifica les dades a Wikidata |
|       | Chapinería                                   | 2.642 (2024)     | 25,4           | 104,02    | 680     | 28694                       | 28051            | Modifica les dades a Wikidata |
|       | Chinchón                                     | 5.818 (2024)     | 115,9          | 50,2      | 753     | 28370                       | 28052            | Modifica les dades a Wikidata |
|       | Ciempozuelos                                 | 26.140 (2024)    | 49,6           | 527,02    | 568     | 28350                       | 28040            | Modifica les dades a Wikidata |
|       | Cobeña                                       | 7.759 (2024)     | 20,8           | 373,03    | 675     | 28863                       | 28041            | Modifica les dades a Wikidata |
|       | Collado Mediano                              | 7.547 (2024)     | 22,6           | 333,94    | 1.029   | 28450–28459                 | 28046            | Modifica les dades a Wikidata |
|       | Collado Villalba                             | 66.698 (2024)    | 26,5           | 2.516,91  | 903     | 28400                       | 28047            | Modifica les dades a Wikidata |
|       | Colmenar Viejo                               | 57.029 (2024)    | 182,6          | 312,32    | 800     | 28770                       | 28045            | Modifica les dades a Wikidata |
|       | Colmenar de Oreja                            | 8.888 (2024)     | 126,3          | 70,37     | 761     | 28380                       | 28043            | Modifica les dades a Wikidata |
|       | Colmenar del Arroyo                          | 2.015 (2024)     | 50,6           | 39,85     | 687     | 28213                       | 28042            | Modifica les dades a Wikidata |
|       | Colmenarejo                                  | 9.623 (2024)     | 31,7           | 303,56    | 899     | 28270                       | 28044            | Modifica les dades a Wikidata |
|       | Corpa                                        | 792 (2024)       | 26             | 30,46     | 860     | 28270                       | 28048            | Modifica les dades a Wikidata |
|       | Coslada                                      | 80.760 (2024)    | 12,1           | 6.674,38  | 621     | 28822 28823 28821           | 28049            | Modifica les dades a Wikidata |
|       | Cubas de la Sagra                            | 6.988 (2024)     | 13             | 537,54    | 683     | 28978                       | 28050            | Modifica les dades a Wikidata |
|       | Daganzo de Arriba                            | 10.703 (2024)    | 43,8           | 244,36    | 673     | 28.814                      | 28053            | Modifica les dades a Wikidata |
|       | El Atazar                                    | 107 (2024)       | 29,6           | 3,62      | 995     | 28189                       | 28016            | Modifica les dades a Wikidata |
|       | El Berrueco                                  | 816 (2024)       | 28,8           | 28,33     | 925     | 28192                       | 28021            | Modifica les dades a Wikidata |
|       | El Boalo                                     | 8.547 (2024)     | 39,6           | 215,89    | 980     | 28413                       | 28023            | Modifica les dades a Wikidata |
|       | El Escorial                                  | 17.176 (2024)    | 68,8           | 249,65    | 909     | 28292                       | 28054            | Modifica les dades a Wikidata |
|       | El Molar                                     | 10.052 (2024)    | 50,3           | 199,84    | 850     | 28710                       | 28086            | Modifica les dades a Wikidata |
|       | El Vellón                                    | 2.166 (2024)     | 34             | 63,71     | 800     | 28722                       | 28168            | Modifica les dades a Wikidata |
|       | El Álamo                                     | 10.430 (2024)    | 22,3           | 468,76    | 608     | 28607                       | 28004            | Modifica les dades a Wikidata |
|       | Estremera                                    | 1.467 (2024)     | 79             | 18,57     | 642     | 28595                       | 28055            | Modifica les dades a Wikidata |
|       | Fresnedillas de la Oliva                     | 1.837 (2024)     | 28,2           | 65,14     | 901     | 28214                       | 28056            | Modifica les dades a Wikidata |
|       | Fresno de Torote                             | 2.548 (2024)     | 31,6           | 80,63     | 639     | 28815                       | 28057            | Modifica les dades a Wikidata |
|       | Fuenlabrada                                  | 190.790 (2024)   | 39,4           | 4.841,16  | 664     | 28940–28947                 | 28058            | Modifica les dades a Wikidata |
|       | Fuente el Saz de Jarama                      | 7.379 (2024)     | 33,2           | 222,26    | 645     | 28140                       | 28059            | Modifica les dades a Wikidata |
|       | Fuentidueña de Tajo                          | 2.328 (2024)     | 60,2           | 38,65     | 562     | 28597                       | 28060            | Modifica les dades a Wikidata |
|       | Galapagar                                    | 36.184 (2024)    | 65             | 556,68    | 890     | 28260                       | 28061            | Modifica les dades a Wikidata |
|       | Garganta de los Montes                       | 416 (2024)       | 39,7           | 10,49     | 1.135   | 28749                       | 28062            | Modifica les dades a Wikidata |
|       | Gargantilla del Lozoya y Pinilla de Buitrago | 397 (2024)       | 24,1           | 16,46     | 1.133   | 28739                       | 28063            | Modifica les dades a Wikidata |
|       | Gascones                                     | 239 (2024)       | 20             | 11,95     | 1.045   | 28737                       | 28064            | Modifica les dades a Wikidata |
|       | Getafe                                       | 189.906 (2024)   | 78,7           | 2.411,81  | 622     | 28901–28909                 | 28065            | Modifica les dades a Wikidata |
|       | Griñón                                       | 10.718 (2024)    | 17             | 630,47    | 670     | 28971                       | 28066            | Modifica les dades a Wikidata |
|       | Guadalix de la Sierra                        | 6.904 (2024)     | 61             | 113,18    | 832     | 28794                       | 28067            | Modifica les dades a Wikidata |
|       | Guadarrama                                   | 17.062 (2024)    | 57             | 299,44    | 981     | 28440                       | 28068            | Modifica les dades a Wikidata |
|       | Horcajo de la Sierra-Aoslos                  | 233 (2024)       | 21,2           | 10,99     | 1.068   | 28755                       | 28070            | Modifica les dades a Wikidata |
|       | Horcajuelo de la Sierra                      | 111 (2024)       | 24,4           | 4,55      | 1.144   | 28191                       | 28071            | Modifica les dades a Wikidata |
|       | Hoyo de Manzanares                           | 9.178 (2024)     | 45,2           | 203,14    | 1.001   | 28240 28248                 | 28072            | Modifica les dades a Wikidata |
|       | Humanes de Madrid                            | 20.074 (2024)    | 20             | 1.003,7   | 677     | 28970                       | 28073            | Modifica les dades a Wikidata |
|       | La Acebeda                                   | 68 (2024)        | 22             | 3,09      | 1.272   | 28755                       | 28001            | Modifica les dades a Wikidata |
|       | La Hiruela                                   | 83 (2024)        | 17             | 4,88      | 1.257   | 28191                       | 28069            | Modifica les dades a Wikidata |
|       | La Serna del Monte                           | 105 (2024)       | 5              | 21        | 1.074   | 28737                       | 28138            | Modifica les dades a Wikidata |
|       | Las Rozas de Madrid                          | 98.590 (2024)    | 59,1           | 1.667,06  | 718     | 28230, 28231, 28232 y 28290 | 28127            | Modifica les dades a Wikidata |
|       | Leganés                                      | 194.084 (2024)   | 16,6           | 11.691,81 | 666     | 28910–28919                 | 28074            | Modifica les dades a Wikidata |
|       | Loeches                                      | 9.200 (2024)     | 44,1           | 208,62    | 647     | 28890                       | 28075            | Modifica les dades a Wikidata |
|       | Los Molinos                                  | 4.731 (2024)     | 19,6           | 241,87    | 1.045   | 28460                       | 28087            | Modifica les dades a Wikidata |
|       | Los Santos de la Humosa                      | 2.785 (2024)     | 35             | 79,57     | 912     | 28817                       | 28137            | Modifica les dades a Wikidata |
|       | Lozoya                                       | 617 (2024)       | 58             | 10,64     | 1.116   | 28742                       | 28076            | Modifica les dades a Wikidata |
|       | Lozoyuela-Navas-Sieteiglesias                | 1.483 (2024)     | 51,3           | 28,92     | 1.028   | 28752                       | 28901            | Modifica les dades a Wikidata |
|       | Madarcos                                     | 70 (2024)        | 9              | 7,78      | 1.059   | 28755                       | 28078            | Modifica les dades a Wikidata |
|       | Madrid                                       | 3.416.771 (2024) | 604,5          | 5.652,65  | 663     | 28001–28081                 | 28079            | Modifica les dades a Wikidata |
|       | Majadahonda                                  | 73.355 (2024)    | 38,5           | 1.906,31  | 743     | 28220 28221 28222           | 28080            | Modifica les dades a Wikidata |
|       | Manzanares el Real                           | 9.550 (2024)     | 128,4          | 74,38     | 908     | 28410                       | 28082            | Modifica les dades a Wikidata |
|       | Meco                                         | 15.732 (2024)    | 35,1           | 448,59    | 673     | 28880                       | 28083            | Modifica les dades a Wikidata |
|       | Mejorada del Campo                           | 24.659 (2024)    | 17,2           | 1.432,83  | 578     | 28840                       | 28084            | Modifica les dades a Wikidata |
|       | Miraflores de la Sierra                      | 7.139 (2024)     | 56,6           | 126,22    | 1.147   | 28792                       | 28085            | Modifica les dades a Wikidata |
|       | Montejo de la Sierra                         | 374 (2024)       | 32             | 11,69     | 1.148   | 28190                       | 28088            | Modifica les dades a Wikidata |
|       | Moraleja de Enmedio                          | 5.576 (2024)     | 31             | 179,87    | 682     | 28950                       | 28089            | Modifica les dades a Wikidata |
|       | Moralzarzal                                  | 14.586 (2024)    | 42,6           | 342,39    | 979     | 28411                       | 28090            | Modifica les dades a Wikidata |
|       | Morata de Tajuña                             | 8.319 (2024)     | 45,2           | 184,05    | 537     | 28530                       | 28091            | Modifica les dades a Wikidata |
|       | Móstoles                                     | 214.006 (2024)   | 45,4           | 4.717,95  | 620     | 28930–28939                 | 28092            | Modifica les dades a Wikidata |
|       | Navacerrada                                  | 3.290 (2024)     | 32             | 102,81    |         | 28491                       | 28093            | Modifica les dades a Wikidata |
|       | Navalafuente                                 | 1.672 (2024)     | 11,8           | 142,3     | 910     | 28729                       | 28094            | Modifica les dades a Wikidata |
|       | Navalagamella                                | 3.111 (2024)     | 76             | 40,93     | 753     | 28212                       | 28095            | Modifica les dades a Wikidata |
|       | Navalcarnero                                 | 32.683 (2024)    | 100,2          | 326,18    | 670     | 28600                       | 28096            | Modifica les dades a Wikidata |
|       | Navarredonda y San Mamés                     | 151 (2024)       | 27,4           | 5,5       |         | 28739                       | 28097            | Modifica les dades a Wikidata |
|       | Navas del Rey                                | 3.347 (2024)     | 50,8           | 65,89     | 709     | 28695                       | 28099            | Modifica les dades a Wikidata |
|       | Nuevo Baztán                                 | 7.339 (2024)     | 20,2           | 363,32    | 831     | 28514                       | 28100            | Modifica les dades a Wikidata |
|       | Olmeda de las Fuentes                        | 408 (2024)       | 16,7           | 24,39     | 794     | 28515                       | 28101            | Modifica les dades a Wikidata |
|       | Orusco de Tajuña                             | 1.511 (2024)     | 21,5           | 70,25     | 649     | 28570                       | 28102            | Modifica les dades a Wikidata |
|       | Paracuellos de Jarama                        | 27.238 (2024)    | 43,9           | 620,17    | 656     | 28860                       | 28104            | Modifica les dades a Wikidata |
|       | Parla                                        | 134.833 (2024)   | 24,4           | 5.519,16  | 648,5   | 28980–28984                 | 28106            | Modifica les dades a Wikidata |
|       | Patones                                      | 602 (2024)       | 35             | 17,2      | 718     | 28189                       | 28107            | Modifica les dades a Wikidata |
|       | Pedrezuela                                   | 6.467 (2024)     | 28,4           | 228,11    | 860     | 28723                       | 28108            | Modifica les dades a Wikidata |
|       | Pelayos de la Presa                          | 3.136 (2024)     | 758            | 4,14      | 570     | 28696                       | 28109            | Modifica les dades a Wikidata |
|       | Perales de Tajuña                            | 3.207 (2024)     | 49             | 65,45     | 595     | 28540                       | 28110            | Modifica les dades a Wikidata |
|       | Pezuela de las Torres                        | 989 (2024)       | 41,4           | 23,87     | 900     | 28812                       | 28111            | Modifica les dades a Wikidata |
|       | Pinilla del Valle                            | 200 (2024)       | 25,7           | 7,79      | 1.095   | 28749                       | 28112            | Modifica les dades a Wikidata |
|       | Pinto                                        | 56.003 (2024)    | 62,7           | 893,19    | 604     | 28320                       | 28113            | Modifica les dades a Wikidata |
|       | Piñuécar-Gandullas                           | 185 (2024)       | 18,2           | 10,17     | 1.061   | 28737                       | 28114            | Modifica les dades a Wikidata |
|       | Pozuelo de Alarcón                           | 89.378 (2024)    | 43,2           | 2.068,94  | 690     | 28223 28224                 | 28115            | Modifica les dades a Wikidata |
|       | Pozuelo del Rey                              | 1.292 (2024)     | 30,9           | 41,77     | 809     | 28813                       | 28116            | Modifica les dades a Wikidata |
|       | Prádena del Rincón                           | 139 (2024)       | 22,5           | 6,18      | 1.104   | 28191                       | 28117            | Modifica les dades a Wikidata |
|       | Puebla de la Sierra                          | 93 (2024)        | 57,7           | 1,61      | 1.163   | 28190                       | 28118            | Modifica les dades a Wikidata |
|       | Puentes Viejas                               | 775 (2024)       | 58             | 13,36     | 1.012   | 28195 28196 28754           | 28902            | Modifica les dades a Wikidata |
|       | Quijorna                                     | 4.001 (2024)     | 25             | 160,04    | 588     | 28693                       | 28119            | Modifica les dades a Wikidata |
|       | Rascafría                                    | 1.707 (2024)     | 150,3          | 11,36     | 1.163   | 28740                       | 28120            | Modifica les dades a Wikidata |
|       | Redueña                                      | 288 (2024)       | 13             | 22,15     | 815     | 28721                       | 28121            | Modifica les dades a Wikidata |
|       | Ribatejada                                   | 900 (2024)       | 32             | 28,13     | 768     | 28815                       | 28122            | Modifica les dades a Wikidata |
|       | Rivas-Vaciamadrid                            | 101.949 (2024)   | 67             | 1.521,63  | 590     | 28521, 28522, 28523 y 28524 | 28123            | Modifica les dades a Wikidata |
|       | Robledillo de la Jara                        | 131 (2024)       | 20,4           | 6,44      | 1.042   | 28194                       | 28124            | Modifica les dades a Wikidata |
|       | Robledo de Chavela                           | 4.725 (2024)     | 94,1           | 50,21     | 901     | 28294                       | 28125            | Modifica les dades a Wikidata |
|       | Robregordo                                   | 73 (2024)        | 18             | 4,06      | 1.299   | 28755                       | 28126            | Modifica les dades a Wikidata |
|       | Rozas de Puerto Real                         | 580 (2024)       | 32             | 18,13     | 882     | 28649                       | 28128            | Modifica les dades a Wikidata |
|       | San Agustín del Guadalix                     | 13.762 (2024)    | 38,3           | 359,32    | 684     | 28750                       | 28129            | Modifica les dades a Wikidata |
|       | San Fernando de Henares                      | 38.980 (2024)    | 39,3           | 992,11    | 580     | 28830                       | 28130            | Modifica les dades a Wikidata |
|       | San Lorenzo de El Escorial                   | 18.735 (2024)    | 56,4           | 332,18    | 1.032   | 28200                       | 28131            | Modifica les dades a Wikidata |
|       | San Martín de Valdeiglesias                  | 9.159 (2024)     | 115,5          | 79,3      | 681     | 28680                       | 28133            | Modifica les dades a Wikidata |
|       | San Martín de la Vega                        | 20.733 (2024)    | 105,9          | 195,78    | 515     | 28330                       | 28132            | Modifica les dades a Wikidata |
|       | San Sebastián de los Reyes                   | 94.969 (2024)    | 59,3           | 1.602,58  | 705     | 28701–28703 28706–28709     | 28134            | Modifica les dades a Wikidata |
|       | Santa María de la Alameda                    | 1.517 (2024)     | 74,4           | 20,39     | 1.420   | 28297 28296                 | 28135            | Modifica les dades a Wikidata |
|       | Santorcaz                                    | 999 (2024)       | 28             | 35,68     | 878     | 28818                       | 28136            | Modifica les dades a Wikidata |
|       | Serranillos del Valle                        | 4.634 (2024)     | 13,3           | 348,95    | 670     | 28979                       | 28140            | Modifica les dades a Wikidata |
|       | Sevilla la Nueva                             | 9.657 (2024)     | 25             | 386,28    | 675     | 28609                       | 28141            | Modifica les dades a Wikidata |
|       | Somosierra                                   | 95 (2024)        | 20,4           | 4,65      | 1.434   | 28756                       | 28143            | Modifica les dades a Wikidata |
|       | Soto del Real                                | 9.441 (2024)     | 42,2           | 223,88    | 921     | 28791                       | 28144            | Modifica les dades a Wikidata |
|       | Talamanca de Jarama                          | 4.533 (2024)     | 39,4           | 115,17    | 654     | 28160                       | 28145            | Modifica les dades a Wikidata |
|       | Tielmes                                      | 2.810 (2024)     | 27             | 104,07    | 590     | 28550                       | 28146            | Modifica les dades a Wikidata |
|       | Titulcia                                     | 1.387 (2024)     | 10             | 138,7     | 509     | 28359                       | 28147            | Modifica les dades a Wikidata |
|       | Torrejón de Ardoz                            | 140.626 (2024)   | 32,5           | 4.328,29  | 568     | 28.850                      | 28148            | Modifica les dades a Wikidata |
|       | Torrejón de Velasco                          | 4.893 (2024)     | 52,3           | 93,52     | 605     | 28990                       | 28150            | Modifica les dades a Wikidata |
|       | Torrejón de la Calzada                       | 10.378 (2024)    | 9              | 1.153,11  | 629     | 28991                       | 28149            | Modifica les dades a Wikidata |
|       | Torrelaguna                                  | 4.991 (2024)     | 43,4           | 115       | 744     | 28180                       | 28151            | Modifica les dades a Wikidata |
|       | Torrelodones                                 | 25.316 (2024)    | 21             | 1.205,52  | 844     | 28250                       | 28152            | Modifica les dades a Wikidata |
|       | Torremocha de Jarama                         | 1.132 (2024)     | 18,5           | 61,19     | 710     | 28189                       | 28153            | Modifica les dades a Wikidata |
|       | Torres de la Alameda                         | 7.758 (2024)     | 43,8           | 177,12    | 654     | 28813                       | 28154            | Modifica les dades a Wikidata |
|       | Tres Cantos                                  | 52.932 (2024)    | 38             | 1.392,95  | 710     | 28760                       | 28903            | Modifica les dades a Wikidata |
|       | Valdaracete                                  | 645 (2024)       | 64,3           | 10,03     | 744     | 28594                       | 28155            | Modifica les dades a Wikidata |
|       | Valdeavero                                   | 1.823 (2024)     | 18,8           | 97,02     | 716     | 28816                       | 28156            | Modifica les dades a Wikidata |
|       | Valdelaguna                                  | 1.094 (2024)     | 42,1           | 25,97     | 702     | 28391                       | 28157            | Modifica les dades a Wikidata |
|       | Valdemanco                                   | 1.052 (2024)     | 17,6           | 59,84     | 1.140   | 28729                       | 28158            | Modifica les dades a Wikidata |
|       | Valdemaqueda                                 | 833 (2024)       | 52,2           | 15,96     | 872     | 28295                       | 28159            | Modifica les dades a Wikidata |
|       | Valdemorillo                                 | 14.164 (2024)    | 93,7           | 151,16    | 815     | 28210                       | 28160            | Modifica les dades a Wikidata |
|       | Valdemoro                                    | 83.507 (2024)    | 64,2           | 1.300,73  | 615     | 28340–28343                 | 28161            | Modifica les dades a Wikidata |
|       | Valdeolmos-Alalpardo                         | 4.568 (2024)     | 26,8           | 170,38    | 670     | 28130                       | 28162            | Modifica les dades a Wikidata |
|       | Valdepiélagos                                | 619 (2024)       | 17,6           | 35,19     | 744     | 28170                       | 28163            | Modifica les dades a Wikidata |
|       | Valdetorres de Jarama                        | 5.026 (2024)     | 33,5           | 149,94    | 660     | 28150                       | 28164            | Modifica les dades a Wikidata |
|       | Valdilecha                                   | 3.213 (2024)     | 43             | 74,72     | 718     | 28511                       | 28165            | Modifica les dades a Wikidata |
|       | Valverde de Alcalá                           | 553 (2024)       | 14             | 39,5      | 723     | 28812                       | 28166            | Modifica les dades a Wikidata |
|       | Velilla de San Antonio                       | 14.003 (2024)    | 14,4           | 975,82    | 553     | 28891                       | 28167            | Modifica les dades a Wikidata |
|       | Venturada                                    | 2.559 (2024)     | 9,8            | 261,39    | 864     | 28729                       | 28169            | Modifica les dades a Wikidata |
|       | Villa del Prado                              | 7.437 (2024)     | 78,4           | 94,84     | 510     | 28630                       | 28171            | Modifica les dades a Wikidata |
|       | Villaconejos                                 | 3.508 (2024)     | 36,7           | 95,72     | 680     | 28360                       | 28170            | Modifica les dades a Wikidata |
|       | Villalbilla                                  | 18.000 (2024)    | 34,6           | 520,23    | 747     | 28810                       | 28172            | Modifica les dades a Wikidata |
|       | Villamanrique de Tajo                        | 825 (2024)       | 29             | 28,45     | 546     | 28598                       | 28173            | Modifica les dades a Wikidata |
|       | Villamanta                                   | 2.823 (2024)     | 63             | 44,81     | 561     | 28610                       | 28174            | Modifica les dades a Wikidata |
|       | Villamantilla                                | 1.624 (2024)     | 2.400          | 0,68      | 551     | 28609                       | 28175            | Modifica les dades a Wikidata |
|       | Villanueva de Perales                        | 1.674 (2024)     | 31             | 54        | 595     | 28609                       | 28178            | Modifica les dades a Wikidata |
|       | Villanueva de la Cañada                      | 23.799 (2024)    | 34,3           | 693,85    | 652     | 28692                       | 28176            | Modifica les dades a Wikidata |
|       | Villanueva del Pardillo                      | 18.086 (2024)    | 25,4           | 713,45    | 650     | 28229                       | 28177            | Modifica les dades a Wikidata |
|       | Villar del Olmo                              | 2.277 (2024)     | 28             | 81,32     | 675     | 28514 28512                 | 28179            | Modifica les dades a Wikidata |
|       | Villarejo de Salvanés                        | 7.900 (2024)     | 118,6          | 66,61     | 759     | 28590                       | 28180            | Modifica les dades a Wikidata |
|       | Villaviciosa de Odón                         | 29.273 (2024)    | 68             | 430,49    | 650     | 28670–28679                 | 28181            | Modifica les dades a Wikidata |
|       | Villavieja del Lozoya                        | 324 (2024)       | 23,6           | 13,73     | 1.066   | 28739                       | 28182            | Modifica les dades a Wikidata |
|       | Zarzalejo                                    | 1.874 (2024)     | 20,2           | 92,77     | 1.104   | 28293                       | 28183            | Modifica les dades a Wikidata |
|       | la Cabrera                                   | 2.922 (2024)     | 22,4           | 130,45    | 1.038   | 28751                       | 28030            | Modifica les dades a Wikidata |